# دمو عبد الغاني
دمو عبد الغاني لاعب كرة قدم جزائري ويلعب حاليا لنادي وفاق سطيف.